# Hollywood Heritage Museum

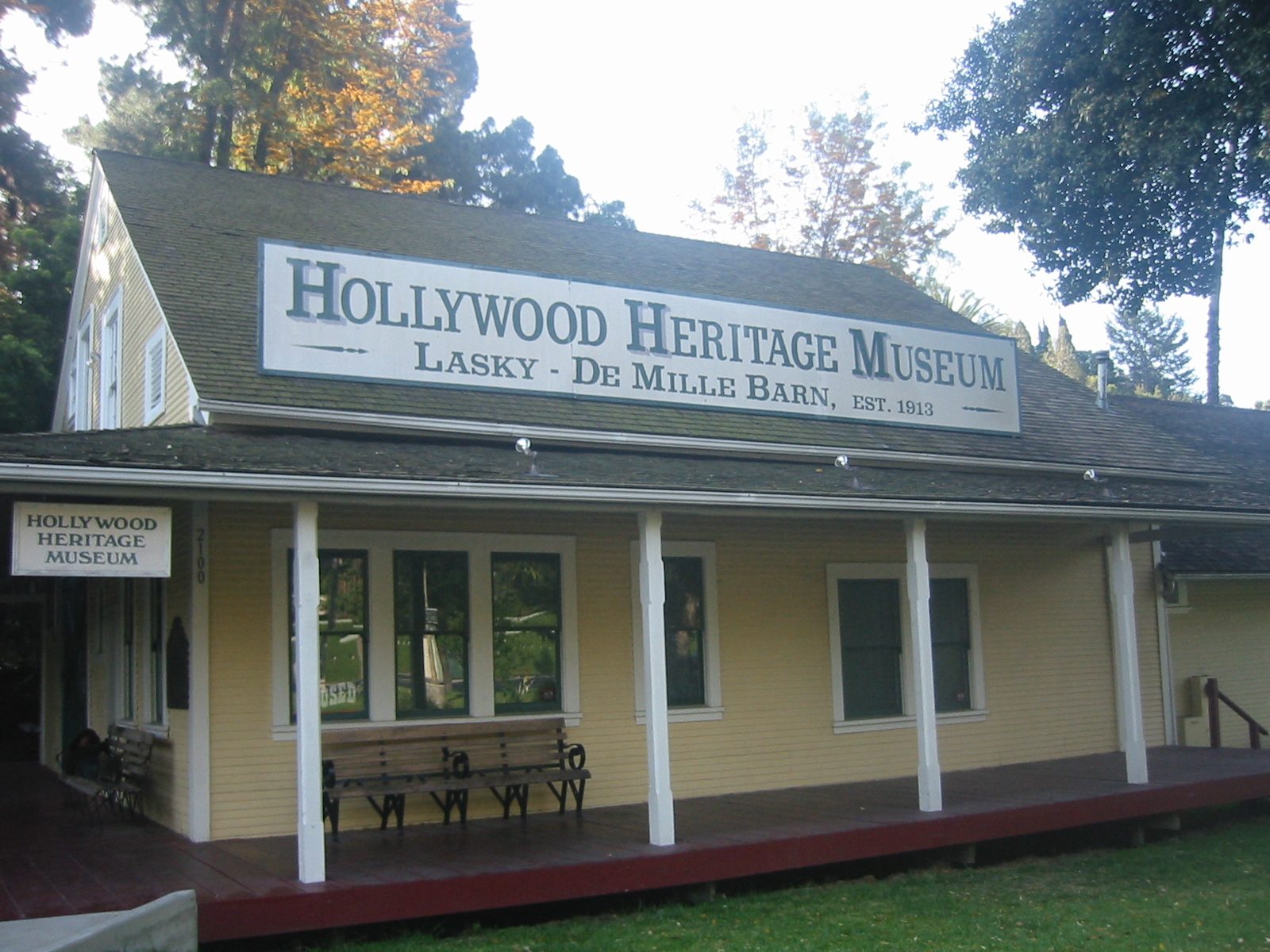
Le Hollywood Heritage Museum

Le Hollywood Heritage Museum, aussi appelé le Hollywood Studio Museum, est un musée créé le 13 décembre 1985 et qui est consacré aux débuts du cinéma hollywoodien.
Il se situe non loin du Hollywood Bowl.
Le musée est hébergé par le premier studio de tournage d'Hollywood : la Lasky-DeMille Barn (Grange Lasky-DeMille). Elle tient son nom de ses anciens locataires, Jesse L. Lasky et Cecil B. DeMille.

## Le musée
Le musée se charge de la préservation et de la restauration des « trésors » datant des débuts du cinéma de Hollywood.

Le musée est composé de deux salles d'exposition où l'on peut voir des affiches et photos d'époques. La variété des photos va de celles représentant des tournages de films muets à celle qui témoigne de l'originalité architecturale hollywoodienne.
On peut également voir la caméra que Charlie Chaplin a utilisé en 1919 et les projecteurs que Buster Keaton avait dans sa propre maison. Des accessoires des films de Cecil B. DeMille sont également exposés (des armes issues des Dix Commandements, Cléopâtre, ou encore Samson et Dalila). On peut également voir le bureau de Cecil B. DeMille. La pièce est agrémentée du bureau original sur lequel sont disposés un téléphone et une machine à écrire d'époque. Il y a aussi des objets un peu plus personnel de DeMille avec ses lunettes ou chaussures.

## Histoire de la Lasky-DeMille Barn
En 1895, au coin des rues Selma et Vine, une grange attenante au ranch de Robert Northam est construite. Comme toutes les granges, elles sert à entreposer le foins pour le bétail, les carrioles, les charrettes et le matériel agricole. En 1904, le bâtiments est vendu à Jacob Stern.

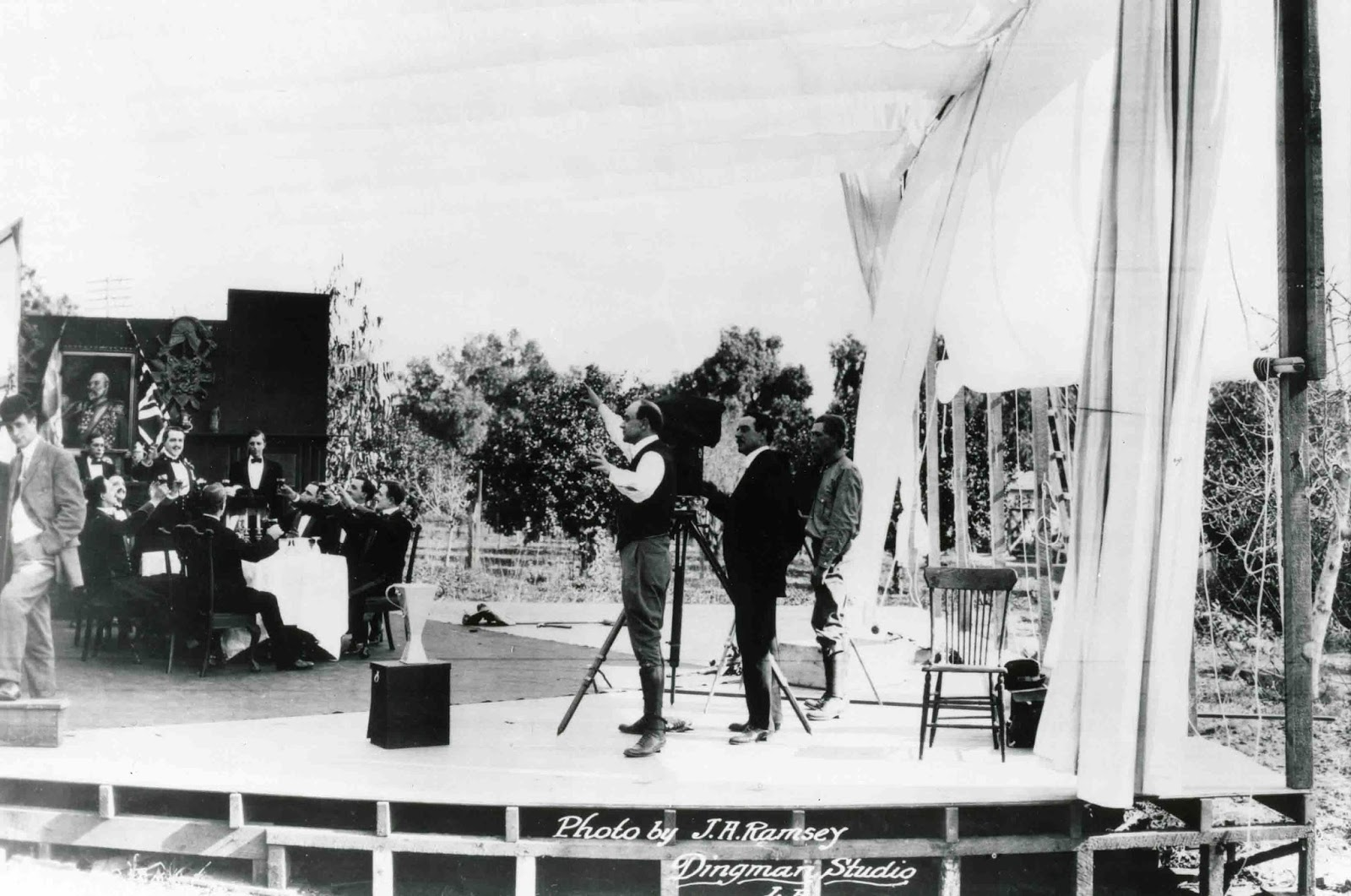
1re scène de The Squaw Man, en 1913

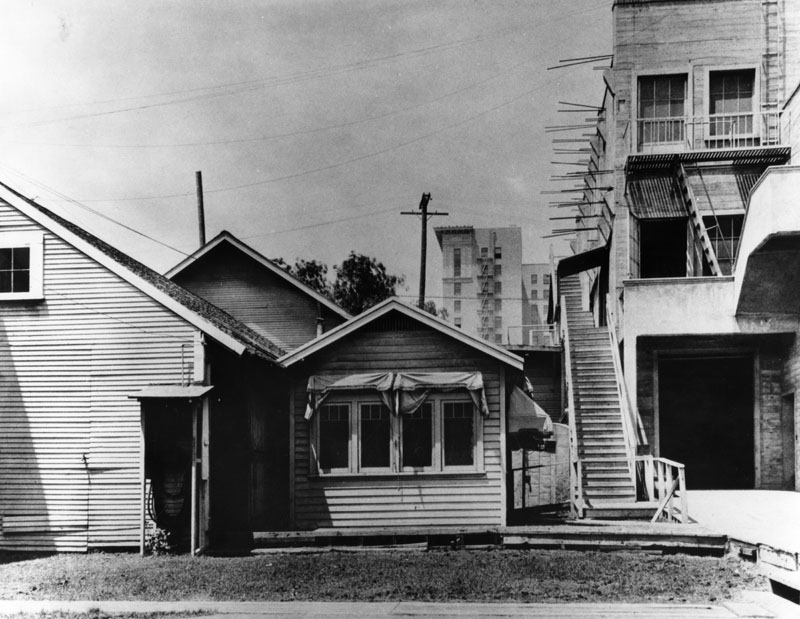
La grange après une de ses délocalisations

En mars 1913, la Burns and Revier Studio and Laboratory prend ses quartiers dans la grange et c'est le 22 décembre de cette même année que deux associés louent ce « studio » avec ses équipements pour 250 $ par mois,. Les associés en question sont Jesse L. Lasky et Cecil B. DeMille. Aussitôt installé, le 29 décembre 1913, ils entament le tournage de ce qui sera le premier film de Hollywood,. Le Mari de l'Indienne (The Squaw Man) sort donc l'année suivant l'installation des deux compères et obtient un franc succès en rapportant 200 000 $ alors qu'il en avait coûté que 15 000.
En juin 1926, la grange est transférée sur un bout de terrain de United Studios sur Melrose Avenue. C'est à cet endroit que, plus tard, les studios de la Paramount Pictures sont établis.

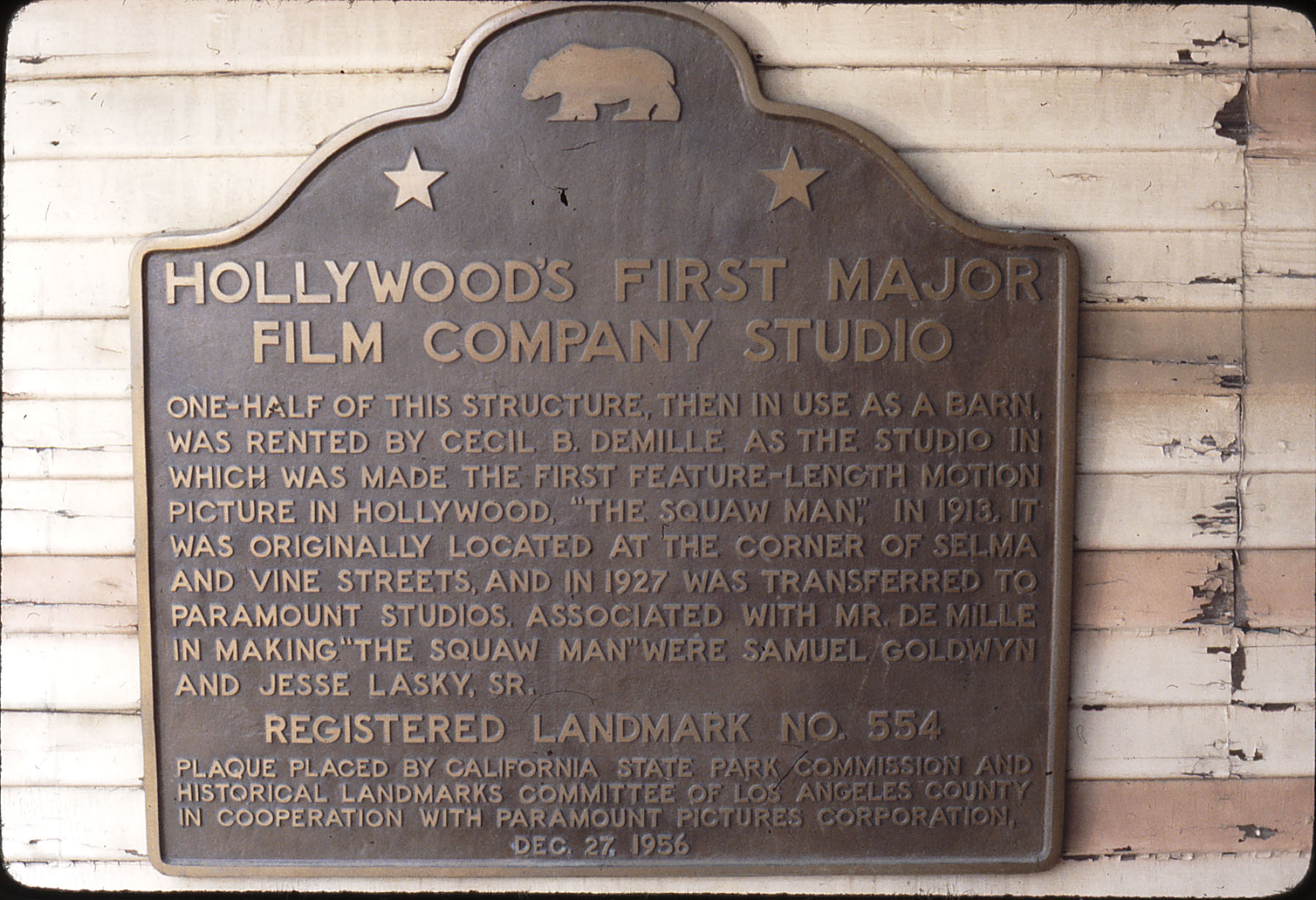
Le historique de Californie

Le 27 décembre 1956, une cérémonie est organisée pour commémorer la naissance de l'industrie cinématographique hollywoodienne. Pour cette occasion, la Lasky-DeMille Barn est désigné comme « le premier studio d'une compagnie de cinéma à Hollywood » et devient le 554e repère historique de Californie. Une plaque commémorative est d'ailleurs mise à l'emplacement original de la grange.
Le 25 octobre 1979, la grange retrouve Vine Street après une nouvelle délocalisation. Le terrain appartenant au  Hollywood Palace Theater, cet emplacement n'est que provisoire en attendant sa destination finale. C'est le 15 février 1983, après son acquisition par la fondation Hollywood Heritage, que la grange rejoint son emplacement actuel, sur North Highland Avenue. Après sa rénovation, la Lasky-DeMille Barn est rebaptisé en The Hollywood Studio Museum le 13 décembre 1985.

## Anecdotes
- Les acteurs qui jouèrent dans le film Le Mari de l'Indienne (The Squaw Man) utilisaient des box à chevaux vides comme vestiaires.
- La grange a été sauvée de la démolition grâce à son acquisition par la fondation Hollywood Heritage[3].
- En septembre 1996, le musée a été confronté à un incendie. La civière des Dix Commandements ou le char de Ben Hur ont été réduits en cendres[3]. Après restauration, le musée a rouvert au public le 10 juillet 1999[3].